# Sävar södra
Sävar södra var 2010-2015 en av SCB avgränsad och namnsatt småort som omfattade bebyggelse i södra delen av orten Sävar i Umeå kommun. Vid 2015 års avgränsning klassades den som en del av tätorten Sävar.